# علي هواري
علي هواري (Ali Houari), (من مواليد 29 سبتمبر 1979 بمدينة غليزان)، هو لاعب كرة قدم جزائري.

## مشواره
يعد اللاعب خريج مدرسة سريع غليزان وانتقل لفريق أهلي برج بوعريريج
أين نشط معه من 2003-2009 في المحترف الأول ثم إلى نصر حسين داي .ولعب في موقع مدافع.

## إنجازات
- أهم إتجاز كان نهائي كأس الجمهورية 2009/2008 أمام شباب بلوزداد[3] بضربات الجزاء .
- ربع نهائي في كأس العرب 2007 مع أهلي البرج .

## مهام أخرى
بعد إعتزاله كرة القدم شغل منصب مناجير سريع غليزان في القسم الأول 2017-2015 وكذلك في القسم الثاني إلى الآن .'